# كريستيان أوقست أنكر
كريستيان أوقست أنكر (بالنرويجية البوكمول: Christian August Anker)‏ هو شخصية أعمال نرويجي، ولد في 9 أغسطس 1840، وتوفي في 30 سبتمبر 1912.